# Planta (журнал)
Planta — ежемесячный международный рецензируемый научный журнал, освещающий все области ботаники.
Был основан в 1925 году ботаниками и преподавателями университета Гансом Винклером и Вильгельмом Руландом, издаётся Springer Science+Business Media. В настоящее время[когда?] главные редакторы — Анастасиос Мелис (Калифорнийский университет в Беркли) и Доротея Бартельс (Боннский университет). По данным Journal Citation Reports, в 2012 году уровень цитирования (Импакт-фактор) составил 3,347.
В журнале публикуются статьи и обзоры книг по молекулярной биологии, клеточной биологии, биохимии, обмену веществ, росту и развитию растений, по экологической физиологии, про биотехнологии, взаимодействие между растениями и микроорганизмами.

## ISSN
- Print ISSN: 0032-0935
- Online ISSN: 1432—2048